# Bernd-Jürgen Wendt
Bernd-Jürgen Wendt (* 6. Oktober 1934 in Hamburg; † 8. Februar 2025) war ein deutscher Historiker und Hochschullehrer. Zu seinen Forschungsschwerpunkten gehörten die deutsche und englische Geschichte des 19. beziehungsweise des 20. Jahrhunderts.

## Leben und Wirken
Wendt war Schüler des Johanneums in Hamburg. 1954 legte er das Abitur ab und studierte im Weiteren Geschichte, Latein, Philosophie sowie Pädagogik. Anfang der 1960er Jahre wurde Wendt an der Universität Hamburg mit einer Forschungsarbeit zur Alten Geschichte promoviert. In seiner Dissertation setzte er sich mit der römischen Außenpolitik im 1. Jahrhundert n. Chr. auseinander. In der Folgezeit war Wendt Assistent von Fritz Fischer. 
Im Jahr 1969 habilitierte er sich an der Hamburger Universität mit einer Schrift zur Neueren Geschichte. Diese thematisierte die innen- und wirtschaftspolitischen Grundlagen der britischen Appeasement-Politik in den 1930er Jahren. 1971 wurde Wendt Wissenschaftlicher Oberrat am Historischen Seminar der Universität Hamburg. Im selben Jahr erfolgte seine Ernennung zum Professor. Ein Jahr später erhielt Wendt einen Ruf auf ein Ordinariat an der Gesamthochschule Kassel. Während seiner Tätigkeit dort lehrte er weiterhin auch an der Universität Hamburg. In der zweiten Hälfte der 1970er Jahre wurde Wendt in Hamburg Nachfolger von Fritz Fischer. Als Assistenten waren Christiane Eisenberg und Frank Otto Wendts Lehrstuhl für Neuere Geschichte zugeordnet. Über seine Emeritierung hinaus blieb Wendt dem Historischen Seminar der Hamburger Universität durch Veranstaltungen verbunden. Im Jahr 2001 trat Angelika Schaser seine Nachfolge an. Wendt gehörte dem Arbeitskreis Deutsche England-Forschung (ADEF) an und war auch deren Vorsitzender. Als grundlegend gelten seine beiden Studien von 1966 und 1971 zur wirtschaftspolitischen Dimension der englischen Appeasement-Politik gegenüber Hitlerdeutschland in den 1930er Jahren.
Bernd-Jürgen Wendt ruht auf dem Friedhof Volksdorf.

## Schriften (Auswahl)
- Appeasement 1938. Wirtschaftliche Rezession und Mitteleuropa. Europ. Verlagsanstalt, Frankfurt am Main 1966.
- Economic appeasement. Handel und Finanz in der britischen Deutschland-Politik 1933–1939. Bertelsmann, Düsseldorf 1971.
- Großdeutschland. Außenpolitik und Kriegsvorbereitung des Hitler-Regimes. dtv, München 1987.
- Die britischen Gewerkschaften heute. Strukturen und Strategien. Schäuble, Rheinfelden/Berlin 1991.
- Beiträge zur englischen Geschichte des 19. und 20. Jahrhunderts. Schäuble, Rheinfelden/Berlin 1994.
- Deutschland 1933–1945. Das „Dritte Reich“. Handbuch zur Geschichte. Fackelträger, Hannover 1995.
- Das nationalsozialistische Deutschland. Leske und Budrich, Opladen 2000.